# Leucanopsis ahysa
Leucanopsis ahysa là một loài bướm đêm thuộc họ Erebidae. Loài này được William Schaus mô tả năm 1933. Loài này có ở Brasil.